# Angela Carter
Angela Olive Carter, nombre de nacimiento: Angela Olive Stalker (Eastbourne, Sussex, 7 de mayo de 1940 - Londres, 16 de febrero de 1992) fue una periodista y novelista británica.

## Biografía
Angela nació en Eastbourne, en el condado de Sussex, al sur de Inglaterra. A causa de los bombardeos alemanes durante la Segunda Guerra Mundial, fue evacuada al norteño condado de Yorkshire, donde pasó varios años con su abuela materna. Al término de la guerra, se instaló con su familia en Londres, donde su padre, Hugh Alexander Stalker, encontró trabajo como periodista. En su adolescencia, Angela tuvo problemas de anorexia. 
Tras dejar la escuela, a los diecinueve años comenzó a trabajar como periodista en el diario Croydon Advertiser. En 1960 contrajo matrimonio con Paul Carter, y se instaló con él en Bristol. En la universidad de esta ciudad estudió literatura inglesa. Su amplio bagaje literario es claramente perceptible en su obra, en la que abundan referencias a autores clásicos de la literatura en lengua inglesa, como Chaucer, Shakespeare, Wordsworth, Coleridge, Blake, Keats, Dickens, Carroll, Stoker y muchos otros. 
Carter publicó su primera novela, Shadow Dance, en 1966. Al año siguiente apareció La juguetería mágica (The Magic Toyshop, 1967), en la que ya está presente el interés de Carter por los cuentos infantiles de tradición oral y por el psicoanálisis. La obra fue galardonada con el Premio Jon Llwellyn Rhys. Con la siguiente, Varias percepciones (Several Perceptions, 1968) obtuvo el Premio Somerset Maugham, dotado con quinientas libras, que empleó en viajar a Japón, dejando en Inglaterra a su marido, de quien terminaría por divorciarse en 1972. Vivió durante dos años en Tokio, donde trabajó como camarera en un bar. Reflejó las impresiones de su estancia en la capital japonesa en varios artículos periodísticos para New Society, más tarde recogidos en el volumen de ensayos Nothing Sacred: Selected Writings (1982), inédito en español. 
En 1972, de regreso en Inglaterra, se instaló en Bath, donde escribió algunas de sus obras más conocidas, como El doctor Hoffmann y las infernales máquinas del deseo (The Infernal Desire Machines of Doctor Hoffman, 1972); Fuegos de artificio (Fireworks: Nine Profane Pieces, 1973); La pasión de la Nueva Eva (The Passions of New Eve, 1977); y La cámara sangrienta y otros cuentos (The Bloody Chamber and Other Stories, 1979).
Contrajo de nuevo matrimonio en 1976, con Mark Pearce, y comenzó una fructífera carrera como profesora de escritura creativa. En las décadas de 1970 y 1980 trabajó en varias universidades del Reino Unido, Estados Unidos y Australia. Estas experiencias tuvieron una gran influencia en sus obras posteriores.  Murió en 1992 de cáncer.
Escribió varios artículos para periódicos como The Guardian, The Independent y New Statesman.

## Obra
Las obras más conocidas de Angela Carter suelen considerarse como pertenecientes a la literatura fantástica. Sus innovadores procedimientos narrativos y sus frecuentes referencias intertextuales la relacionan con el postmodernismo anglosajón. Gran conocedora de la lengua y la literatura francesas, existe en su obra una importante deuda con el surrealismo, así como con autores franceses como Sade o Bataille.
Dos de sus obras han sido llevadas al cine: la novela La juguetería mágica, en 1987; su relato "En compañía de lobos", en una película homónima, en 1984.
La mayor parte de la obra de Angela Carter ha sido publicada en castellano por la editorial Minotauro.

### Novelas
- Shadow dance (1966, también conocida como Honeybuzzard)
- La juguetería mágica (The Magic Toyshop, 1967)
- Varias percepciones (Several Perceptions, 1968)
- Héroes y villanos (Heroes and Villains, 1970)
- Amar (Love, 1971)
- El doctor Hoffmann y las infernales máquinas del deseo (The Infernal Desire Machines of Doctor Hoffman, 1972)
- La pasión de la Nueva Eva (The Passions of New Eve, 1977)
- Noches en el circo (Nights at the Circus, 1984)
- Niños sabios (Wise Children, 1993)

### Antologías de relatos breves
- Fuegos de artificio (Fireworks: Nine Profane Pieces, 1973)
- La cámara sangrienta y otros cuentos (The Bloody Chamber and Other Stories, 1979) (Editorial Sexto Piso, 2015)
- Venus Negra (Black Venus, 1985)
- Fantasmas de América y maravillas del Viejo Mundo (American Ghosts and Old World Wonders, 1993)

## Literatura
- Mirjam Krapoth.  Auf der Suche nach Weiblichkeit. Geschlechterkonstruktionen bei Angela Carter. Verlag Peter Ewers, Paderborn 2010, ISBN 978-3-928243-32-2 (en línea).